# 耙齿沥水库
耙齿沥水库是广东省广州市白云区的一个水库。建于1953年，因库址山坑形似耙齿，且地名叫耙齿沥而得名。耙齿沥水库是沙河涌的源头。水库库坝高14米，坝长100米，集雨面积2.04平方公里，总库容量108万立方米。